# Castle Island (Aleuten)
Castle Island ist eine kleine unbewohnte Insel der Andreanof Islands, die zu den Aleuten 
gehören. Die Insel liegt südwestlich von Kanaga Island.